# Михайловка (Веселиновский район)
Михайловка (укр. Михайлівка) — село в Веселиновском районе Николаевской области Украины.
Население по переписи 2001 года составляло 546 человек. Почтовый индекс — 57035. Телефонный код — 5163. Занимает площадь 1,091 км².

## Местный совет
57030, Николаевская обл., Веселиновский р-н, пгт Кудрявцевка, ул. Ленина, 33